# Loch Ob an Lochain
Loch Ob an Lochain ist ein schottischer Süßwassersee. Er liegt in der Council Area Highland etwa 5,5 Kilometer nordöstlich von Ullapool. Der See ist Teil des Conon Shin Hydro Scheme, das der Stromerzeugung aus Wasserkraft dient.
Loch Ob an Lochain ist circa 450 m lang und im Mittel etwa 250 m breit. Da der See als Reservoir innerhalb einer Wasserkraftanlage dient, schwankt der Wasserstand und damit die Größe des Sees allerdings sehr stark.
Die Ufer von Loch Ob an Lochain sind gänzlich unbewohnt und zeigen sich vollständig als Grasland. Der See wird von keiner Straße erschlossen.